# Wakadoshiyori
Durant el govern del shogunat Tokugawa, al Japó del segle xvii, els Wakadoshiyori (若年寄) o Joves Ancians era una posició governamental d'alt rang. El «consell dels Joves Ancians» de l'època Edo comprenia sis membres, reclutats entre els fudai daimyo (譜代大名), del qual cada un dirigia durant un mes. Ells eren jeràrquicament inferiors als rōjū (老中).
Els Wakadoshiyori estaven encarregats de supervisar els hatamotos (els guardaespatlles del shogun), els artesans, els metges i els impostos pagats pels vassalls del shogun. També vigilaven les activitats a les grans ciutats del país com Kyōto i Ōsaka.